# Rosa Domínguez de Posada
 (juin 2022).
Si vous disposez d'ouvrages ou d'articles de référence ou si vous connaissez des sites web de qualité traitant du thème abordé ici, merci de compléter l'article en donnant les références utiles à sa vérifiabilité et en les liant à la section « Notes et références ».
Rosa María Domínguez de Posada Puertas, née le 23 juin 1960, est une femme politique espagnole membre du Forum des Asturies.

## Biographie

### Profession
Rosa María Domínguez de Posada Puertas est titulaire d'une licence en droit par l'Université complutense de Madrid. Elle a travaillé à la banque centrale de Madrid et comme secrétaire à la mairie de Peñamellera Alta de 1994 à 1998.

### Activités politiques
Elle est maire de Peñamellera Alta à partir de 2003. De 2011 à 2015, elle est troisième vice-présidente de la fédération asturienne des communes et membre du conseil territorial de la Fédération espagnole des villes et provinces.
Le 20 décembre 2015, elle est élue sénatrice pour les Asturies au Sénat et est réélue en 2016.
Au Sénat, elle est porte-parole du groupe mixte à la commission des Finances et de la Fonction publique.